# Diablero
Diablero es una serie de terror mexicana de Netflix. Está basada en la novela El diablo me obligó del escritor mexicano Francisco Haghenbeck. El "diablero" titular es Elvis Infante, un cazador de demonios.

## Argumento
La eterna lucha entre ángeles y demonios en las trepidantes calles de México abrirá las puertas a un mundo de fantasía nunca visto, donde todo puede suceder. Este thriller sobrenatural y de terror también con un toque de comedia, se centra en las aventuras del padre Ramiro Ventura, un sacerdote que busca la ayuda del legendario "diablero" o cazador de demonios, Elvis Infante. Con la ayuda de Nancy, una superheroína moderna, este extravagante trío desata una serie de eventos que van a marcar el destino de la humanidad. En el camino, cazarán y venderán demonios, ángeles caídos y criaturas del otro mundo en el mercado negro, conectado con un circuito de lucha clandestino.

## Reparto
- Horacio García Rojas como Heliodoro «Elvis» Infante
- Christopher von Uckermann como Ramiro Ventura
- Gisselle Kuri como Nancy Gama
- Fátima Molina como Enriqueta «Keta» Infante
- Dolores Heredia como Mamá Chabela
- Humberto Busto como Isaac 'El Indio'
- Flavio Medina como Cardenal Morelo
- Quetzalli Cortés como Wences
- Cassandra Iturralde como Mariana
- Mariana Botas como Thalia
- Dulce Neri como Paulina
- Gerardo Taracena como Benito Infante
- Takahiro Murokawa como Song
- Kya Shin como Son Hee
- Ela Velden como Lupe Reyna

## Episodios

### Primera temporada (2018)
| N.º | Título                              | Dirigido por         | Escrito por                                                                     | Fecha de lanzamiento original |
| --- | ----------------------------------- | -------------------- | ------------------------------------------------------------------------------- | ----------------------------- |
| 1 | «Los demonios están entre nosotros» | José Manuel Cravioto | Luis Gamboa, Verónica Marzá, Gibrán Portela, José Rodríguez, Pablo Tébar        | 21 de diciembre de 2018       |
| Desde que los ángeles abandonaron la Tierra, dejando a la humanidad a merced de los demonios, los autodenomidados "Diableros" se han encargado de mantener el equilibrio entre las fuerzas del bien y del mal. Uno de ellos, Heliodoro "Elvis" Infante (Horacio García Rojas) es reclutado por su hermana, Enriqueta "Keta" Infante (Fátima Molina), una "santera", para investigar la extraña desaparición de una niña en la Ciudad de México. El padre ilegítimo de dicha pequeña, Ramiro Ventura (Christopher Von Uckermann) ejerce como sacerdote en una iglesia bajo la tutela del Cardinal Morelo (Flavio Medina), quién lo rescató de un pasado tormentoso. Al enterarse de la existencia de su hija tras la muerte de la madre, Lucía, Ventura accede a colaborar con Elvis cuando las autoridades se niegan a seguir adelante con el caso, desconociendo el oscuro mundo en el que se está adentrando. |                                     |                      |                                                                                 |                               |
| 2 | «Pata de perro, corazón de pollo»   | José Manuel Cravioto | Verónica Marzá, José Rodríguez, Pablo Tébar                                     | 21 de diciembre de 2018       |
| Con ayuda de Nancy Gama (Giselle Kuri), una joven huérfana criada por Elvis con habilidades especiales para controlar a los demonios, el grupo encuentra rastros de un demonio tipo 2 muy peligroso que los termina guiando a un centro de peleas clandestinas, liderado por un viejo socio con el cual Elvis tiene deudas que saldar. |                                     |                      |                                                                                 |                               |
| 3 | «Los hijos ocultos»                 | José Manuel Cravioto | Bernardo Esquinca, Luis Gamboa, Gibrán Portela, Pablo Tébar                     | 21 de diciembre de 2018       |
| Una nueva pista lleva al grupo a percatarse de que hay algo más grande sucediendo a sus espaldas. Ramiro se enfrenta a Morelo para descubrir una nueva red de víctimas. Nancy y Keta intentan conseguir información con las familias de los afectados. Y Elvis le revela algo sobre su sobrino a Isaac (Humberto Busto) qué podría traer esperanza para los hermanos Infante. |                                     |                      |                                                                                 |                               |
| 4 | «Conjuro arcano»                    | Rigoberto Castañeda  | Bernardo Esquinca, Luis Gamboa, Gibrán Portela, Pablo Tébar                     | 21 de diciembre de 2018       |
| Teniendo en su poder una garra del demonio, el grupo lleva a cabo un ritual peligroso para invocarlo que termina afectando a más de uno. En un lugar remoto, la pequeña extraviada, Mariana (Cassandra Iturralde), se encuentra junto con otros tres niños bajo la protección de Mamá Chabela (Dolores Heredia), una mujer que parece saber más de lo que aparenta. |                                     |                      |                                                                                 |                               |
| 5 | «El cónclave»                       | Rigoberto Castañeda  | Bernardo Esquinca, Verónica Marzá, José Rodríguez, Pablo Tébar                  | 21 de diciembre de 2018       |
| Mientras el grupo se recupera, cada uno comienza a investigar por su cuenta. Nancy y Ramiro se acercan un poco más, revelando acontecimientos de su pasado. Elvis habla con su padre, Benito (Gerardo Taescena), sobre la existencia de mujeres diableras. Keta recurre a Isaac para que se una a la investigación mientras es asechada por una extraña organización denominada como "El conclave". Mariana intenta conseguir ayuda. |                                     |                      |                                                                                 |                               |
| 6 | «Una mujer diablera»                | Rigoberto Castañeda  | Bernardo Esquinca, Laura Sarmiento Pallarés, Daniel Sánchez Arranz, Pablo Tébar | 21 de diciembre de 2018       |
| Ramiro es puesto en duda por Morelo sobre dónde se encuentra su lealtad. Nancy descubre su extraña conexión con el demonio y decide experimentar con ella. Elvis investiga un misterioso recinto de mujeres diableras. Keta le sigue el rastro quedando a merced de individuos más poderosos que ellos. Isaac hace un hallazgo importante, aunque a un alto precio. Se revela la verdadera intención de Mamá Chabela. |                                     |                      |                                                                                 |                               |
| 7 | «Cuatro tumbas»                     | Rigoberto Castañeda  | Bernardo Esquinca, Luis Gamboa, Verónica Marzá, Pablo Tébar                     | 21 de diciembre de 2018       |
| Con el ritual habiendo dado inicio, el grupo se encuentra en una carrera contrarreloj para intentar encontrar a Mamá Chabela. Keta busca una forma de ayudar a Isaac. Elvis recibe el apoyo de su padre. Ramiro escoge un bando muy a pesar de Nancy, quién descubre algo involuntariamente. |                                     |                      |                                                                                 |                               |
| 8 | «Cielo rojo»                        | José Manuel Cravioto | Bernardo Esquinca, Verónica Marzá, José Rodríguez, Pablo Tébar                  | 21 de diciembre de 2018       |
| El fin del mundo da inicio con un amanecer rojo. El grupo busca reunir los suministros necesarios para enfrentarse a un demonio mucho más fuerte que cualquier otro, aunque eso conlleve sacrificar lo que más aman. |                                     |                      |                                                                                 |                               |

### Segunda temporada (2020)
| N.º | Título                       | Dirigido por         | Escrito por                                                                   | Fecha de lanzamiento original |
| --- | ---------------------------- | -------------------- | ----------------------------------------------------------------------------- | ----------------------------- |
| 1 | «Buscando a Ventura»         | José Manuel Cravioto | Verónica Marzá, Augusto Mendoza, Pablo Tébar                                  | 31 de enero de 2020           |
| A un año de la desaparición de Ventura, el grupo comienza a separarse para seguir sus propios caminos. Nancy intenta probar suerte en el amor con la esperanza de ser normal. Keta busca indicios sobre su hijo Mayakén sin éxito. Y Elvis recibe una oferta de trabajo de la misteriosa dueña de un club, Lupe Reina. A medida que cada uno empieza a recibir extraños mensajes del más allá, el grupo consigue abrir un portal hacia el limbo del Mictlán para rescatar a Ramiro.            |                              |                      |                                                                               |                               |
| 2 | «El Ahuizotl»                | José Manuel Cravioto | Verónica Marzá, José Rodríguez                                                | 31 de enero de 2020           |
| En un lugar recóndito, un Mayakén ahora mayor es criado por una figura misteriosa mientras manifiesta poderes sobrenaturales. En el Mictlán, el grupo se reúne con un Ramiro ajeno a lo que fue en el pasado, mientras Elvis se ve forzado a hacer un trato con La Muerte para poder liberar a sus amigos. Ya de vuelta en el mundo real, bajo el pedido de Lupe Reina, el equipo sigue la pista de una peligrosa criatura que guarda relación con el mensaje de Ventura y el pasado de Elvis. |                              |                      |                                                                               |                               |
| 3 | «Lágrimas de demonio»        | José Manuel Cravioto | Laura Sarmiento Pallarés, Daniel Sánchez Arranz                               | 31 de enero de 2020           |
| 4 | «La Coatlicue»               | José Manuel Cravioto | Verónica Marzá, José Rodríguez, Pablo Tébar                                   | 31 de enero de 2020           |
| 5 | «Uno no escoge a la familia» | José Manuel Cravioto | Augusto Mendoza, Laura Sarmiento Pallarés, Daniel Sánchez Arranz, Pablo Tébar | 31 de enero de 2020           |
| 6 | «La llave negra»             | José Manuel Cravioto | Verónica Marzá, Augusto Mendoza, Pablo Tébar                                  | 31 de enero de 2020           |